# Xyrichtys splendens
Xyrichtys splendens ist eine Fischart aus der Familie der Lippfische, die im westlichen tropischen Atlantik von Bermuda und dem Süden Floridas über die Karibik und dem südlichen Golf von Mexiko bis zur Küste von Brasilien vorkommt.

## Merkmale
Xyrichtys splendens erreicht eine Maximallänge von 17,5 cm. Die Standardlänge liegt beim 2,8- bis 3,3-fachen der Körperhöhe. Die Fische sind seitlich stark abgeflacht. Das Kopfprofil ist steil, aber nicht fast senkrecht und über den Augen deutlich gebogen. Das vordere Kopfprofil ist zu einer scharfen Kante ausgebildet. Die Schnauze bildet fast einen rechten Winkel. An der Spitze beider Kiefer liegen je 2 große Fangzähne. Auf dem ersten Kiemenbogen befinden sich 17 bis 22 Kiemenrechen. Die Rückenflosse ist durchgehend und wird von 9 Stacheln und 12 Weichstrahlen gestützt, bei der Afterflosse sind es 3 Stacheln und 12, seltener 13 Weichstrahlen, in den Brustflossen 2 unverzweigte und 10 verzweigte 12 Weichstrahlen. Die Bauchflossen sind bei adulten Exemplaren filamentartig verlängert. Die Schwanzflosse ist abgerundet. Die Seitenlinie ist unterbrochen, der obere Abschnitt verläuft etwas unterhalb des Rückenprofils, der untere liegt auf der Mitte des Schwanzstiels. Die Basen von Rücken- und Afterflosse, die Region vor der Rückenflosse, die Wangen, die Kiemendeckel und der Unterkiefer sind unbeschuppt.

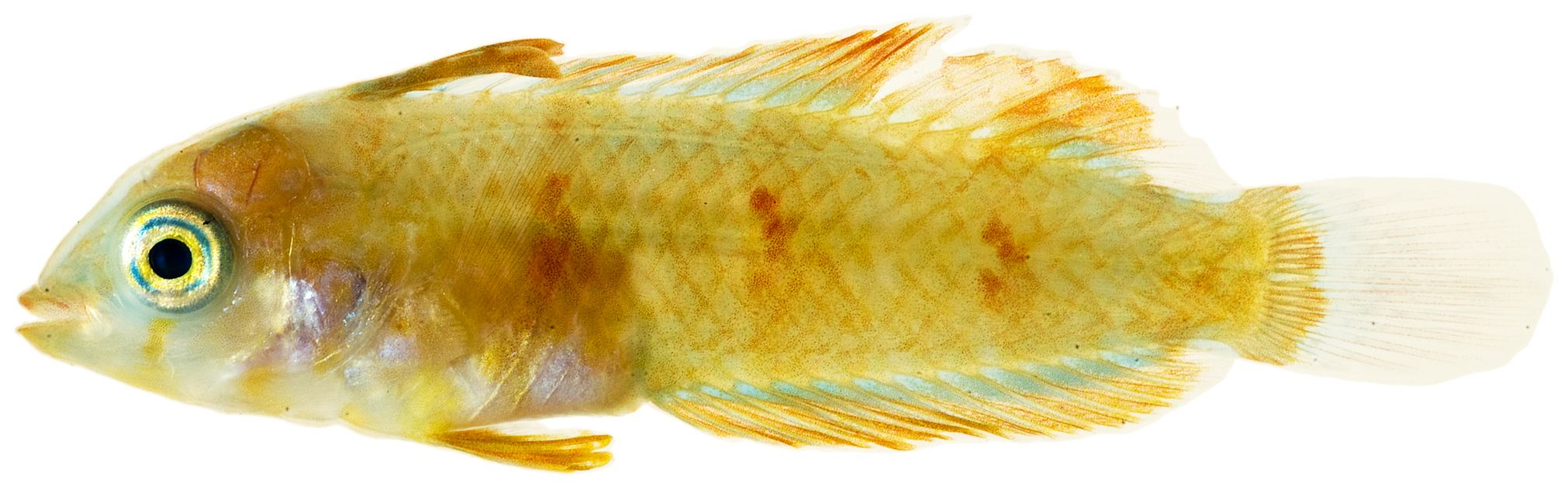
Jungfisch

Wie die meisten Lippfische ist Xyrichtys splendens ein protogyne Hermaphrodit und wird zuerst als Weibchen oder seltener, als kleines, den Weibchen ähnelndes kleines Männchen geschlechtsreif, beides wird als Initialphase bezeichnet. Mit der Zeit verändern die Individuen der Initialphase ihre Farbe, die Weibchen wechseln das Geschlecht und nehmen die prächtigere Färbung großer Männchen an. Dies wird als Terminalphase bezeichnet. Jungfische sind gelbgrün gefärbt. Ausgewachsene Männchen haben eine grüne bis bläuliche Grundfärbung, wobei jede Schuppe mit einem senkrechten blauen Fleck versehen ist. Rücken- und Afterflosse sind rötlich mit runden hellblauen Flecken, besonders an der Flossenbasis. Die Schwanzflosse ist an der Basis hellgrün, der Rest ist rötlich. Der Kopf wird durch senkrechte bläulich-grüne Streifen gemustert. Auf der Mitte der Körperseiten befindet sich ein schwarzer Fleck, der von einem schmalen blauen Ring umgeben ist. Rund um den Fleck sind die Fische schwach rötlich. Die Bauchflossen sind rosa, besonders die ausgezogenen Filamente. Der obere Brustflossenabschnitt ist rot.

## Lebensweise
Xyrichtys splendens lebt in Tiefen von 3 bis 15 Metern auf sandigen Meeresböden ist relativ häufig und ernährt sich von hartschaligen Wirbellosen wie Weichtieren oder Krebstieren. Im Gefahrenfall flüchten die Fische kopfüber in den Sand.